# Hongqi LS7
Hongqi LS7 — повнорозмірний розкішний позашляховик, вироблений китайським виробником розкішних автомобілів Hongqi, дочірньою компанією FAW Group.

## Опис

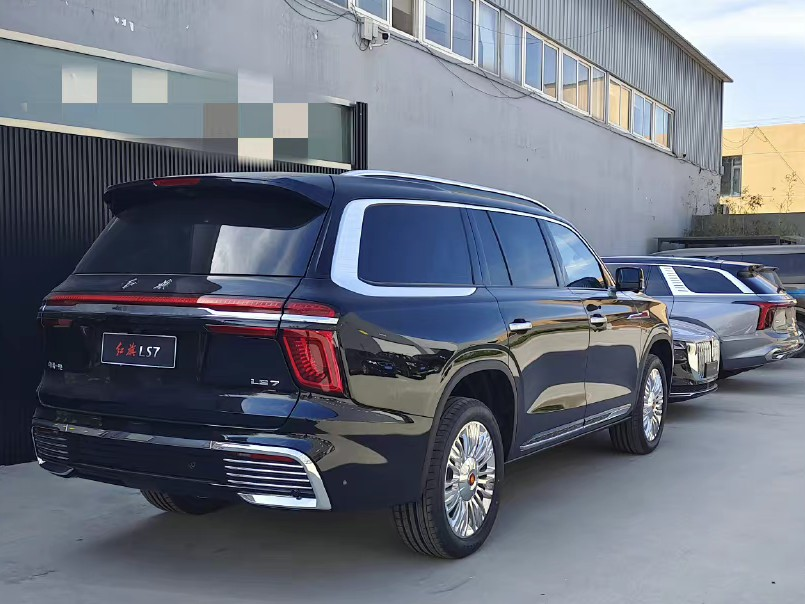

Hongqi LS7 був офіційно представлений в Інтернеті 25 жовтня 2021 року як найбільший позашляховик китайського виробника та прямий конкурент вітчизняним повнорозмірним позашляховикам, таким як BAIC BJ90, та іноземним імпортним моделям, зокрема Cadillac Escalade, Lincoln Navigator та Mercedes-Benz GLS-Клас.

## Двигун
- 4.0L Hongqi V8TD Turbocharged V8 653 к.с. 850 Нм